# Iglesia de San Lázaro (Cuéllar)
La iglesia de San Lázaro fue un templo de culto católico bajo la advocación de San Lázaro ubicado en la villa segoviana de Cuéllar (Castilla y León). 
Debió surgir hacia el siglo XII, y formaría parte del amplio conjunto de arquitectura mudéjar de Cuéllar. La primera noticia del templo data del año 1299, en un documento conservado en el Archivo Parroquial de Cuéllar, donde se cita a Martín Abad, capellán de San Lázaro. Estaba situada en la parte baja de la villa, en una zona extramuros, y muy cercana al monasterio de Santa Clara.
En el siglo XV el concejo de Cuéllar fundó el Hospital de San Lázaro, y la iglesia pasó a ser capilla del mismo. En 1570 el concejo decidió llevar a cabo ciertas obras en el complejo, incluyendo un nuevo arco en la iglesia. Parece que aún funcionaba en el siglo XVII, cuando el concejo mandó recoger los bancos de la iglesia y ubicarlos en la plaza Mayor para las celebraciones de los encierros de Cuéllar. A mediados de siglo aparece citada ya solo como ermita.
La última referencia documental al templo es del siglo XVIII, cuando se vendieron las piedras de la iglesia por cincuenta ducados, siendo beneficiado el Hospital de Santa María Magdalena, mientras que su retablo fue a parar primero a la iglesia del Salvador y más tarde a la iglesia de Santa María de la Cuesta, donde se conserva en la actualidad.